# Палестинский терроризм

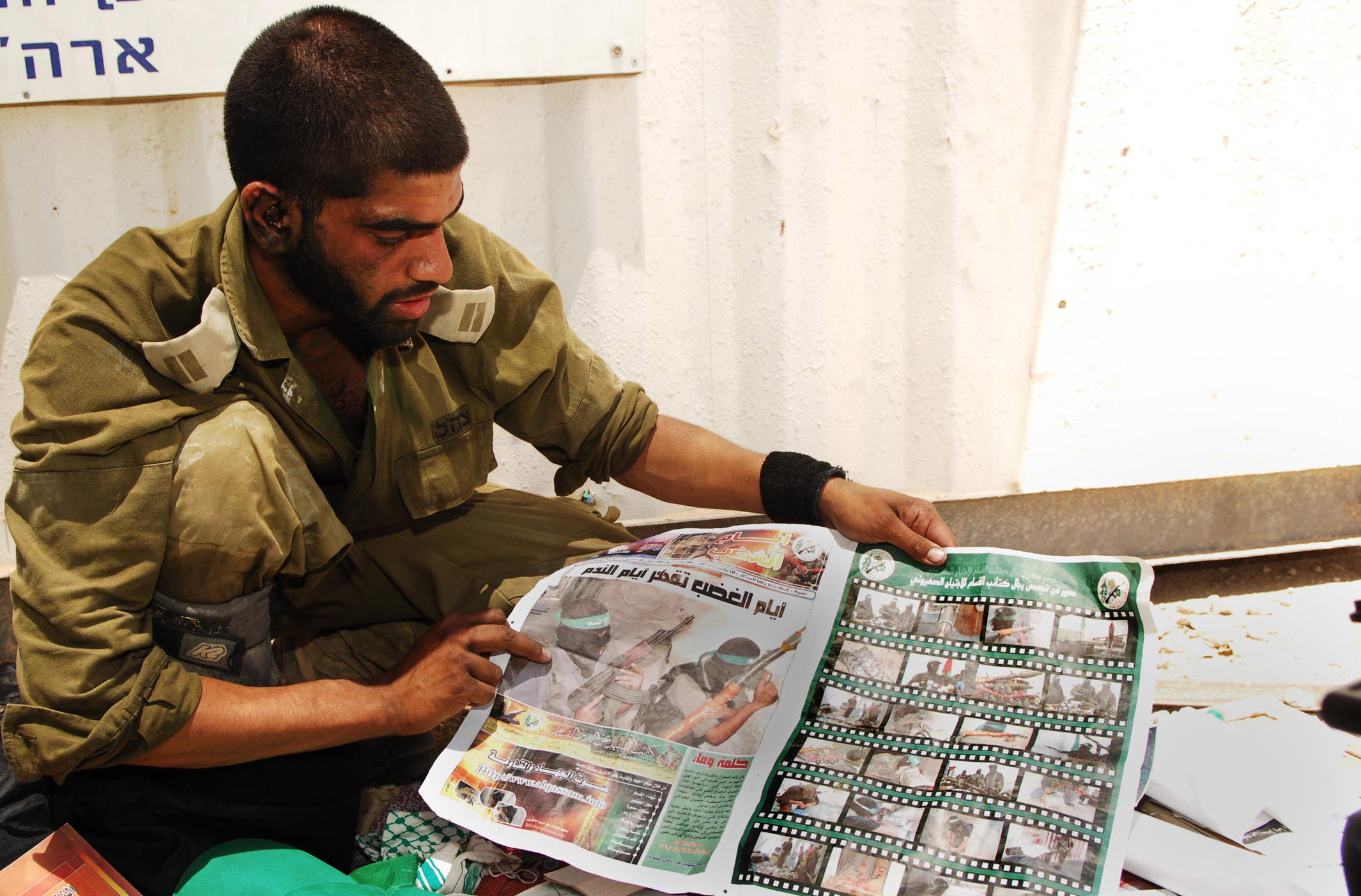
Газета палестинских террористов

Палестинский терроризм — терроризм палестинских арабов, направленный в первую очередь против Израиля, евреев, а также нерадикальных палестинцев, ливанцев, иорданцев, египтян, американцев и граждан других стран.

## История

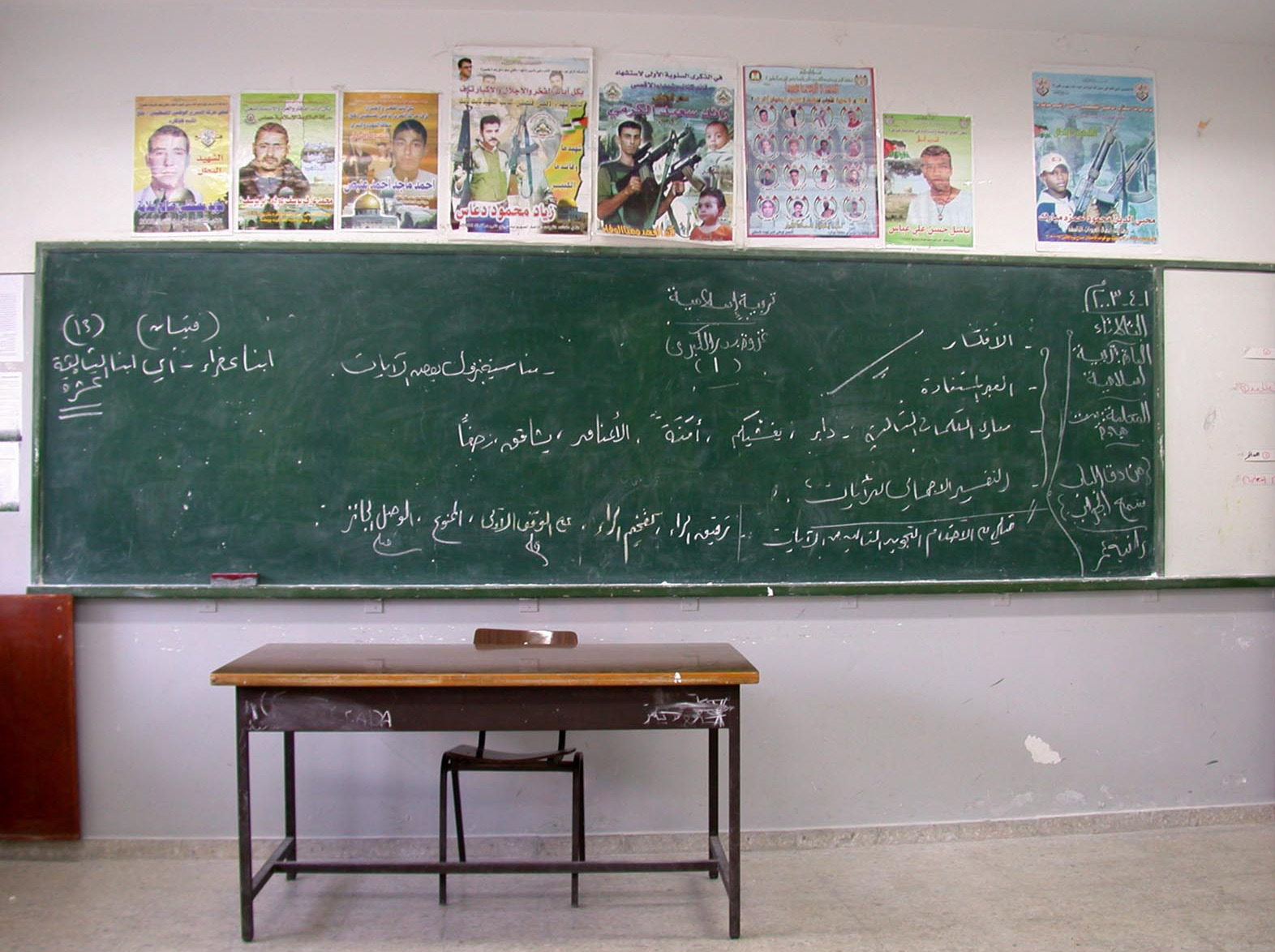
Портреты взорвавших себя исламистов над классной доской в палестинской школе

### В Подмандатной Палестине
Исторически возник в 1920-е годы в рамках конфликта между арабской и еврейской общинами Подмандатной Палестины. Одним из основных организаторов и подстрекателей нападений на евреев в регионе был лидер палестино-арабских националистов, муфтий Иерусалима Амин аль-Хусейни.
В 1920-е годы наиболее известны массовые нападения арабов на евреев в Иерусалиме и ряде поселений (1920); в Яффо (1921); затем в Иерусалиме, Хевроне, Цфате, Газе и других населённых пунктах (1929). Они сопровождались массовыми убийствами, причинением увечий и разграблением еврейской собственности.
В первой половине 1930-х годов была активна террористическая организация «Чёрная рука», глава которой, шейх Изз ад-Дин аль-Кассам, призывал к джихаду против «неверных англичан» и их «сионистских пособников» (позже его именем назовут ракеты «Кассам», используемые для обстрелов Израиля из сектора Газа). «Чёрная рука» совершала убийства евреев, а также тех арабов, кто продавал евреям землю или сотрудничал с мандатной администрацией.
Следующая вспышка массового насилия в отношении евреев произошла во время арабского восстания (1936—1939), в ходе которого арабские националисты, перебив около 300 евреев, также уничтожили, помимо прочей собственности, около 200 000 высаженных евреями деревьев, причинив значительный экономический ущерб.

### После Войны за независимость Израиля
После окончания Арабо-израильской войны (1947—1949) гражданское население и армия Израиля подвергались террористическим рейдам и снайперским обстрелам со стороны палестинских боевиков-фидаинов, базы которых располагались на территории Египта, Ливана, Иордании и сектора Газа; арабские государства, с территории которых производились нападения, как правило, отрицали свою причастность и возлагали вину на Израиль.
Вскоре после формирования в 1964 году под эгидой Лиги Арабских государств (ЛАГ) на базе движения фидаинов Организации освобождения Палестины (ООП), новая организация, при поддержке СССР и ЛАГ, вывела палестинский терроризм на новый уровень, совершая теракты против Израиля и евреев по всему миру. Входящее в ООП Движение национального освобождения Палестины (ФАТХ) во главе с Ясиром Арафатом вскоре возглавило его.
Вначале палестинский терроризм, в связи с влиянием СССР, носил преимущественно светский характер; спектр организаций был от ультралевых НФОП до умеренно-левых националистов ФАТХ.
В конце XX века появилось и постепенно окрепло исламистское течение палестинского терроризма, представленное религиозными организациями:
- Хезболла — организована Исламской республикой Иран, базируется в Ливане, активна в Сирии;
- ХАМАС — правит сектором Газа с 2007 г., но также активен и на Западном берегу реки Иордан;
- Палестинский исламский джихад — активен и в секторе Газа, и на Западном берегу, особенно в Хевроне и Дженине;
- Львиное логово — Западный берег реки Иордан, в первую очередь Наблус (Шхем).

## Идеология
Организация освобождения Палестины, ставшая родоначальником массового палестинского терроризма, не была однородной. В неё входили разные фракции с разной идеологией — от крайне левого марксизма до националистов и исламистов. В целом палестинский терроризм объединяет ненависть к Израилю и непризнание его как государства.

14 декабря 2011 года лидер ХАМАСа в Газе Исмаил Хания заявил: 
Мы отдаем предпочтение стратегии продолжения вооруженной борьбы. Мы освободим Палестину от реки до моря. ХАМАС будет возглавлять упорное народное сопротивление, интифаду за интифадой, до того, как последний захватчик уберется с благословенной земли Палестины.

## Террористические организации
К числу наиболее известных террористических группировок и организаций, оперирующих на территории сектора Газа, относятся ХАМАС, Бригады Абдуллы Аззама, Бригады мучеников Аль-Аксы, Армия ислама, Корпус стражей исламской революции — Силы «Кудс», Палестинский исламский джихад, Исламское государство — Вилаят Синай, Совет шуры моджахедов в окрестностях Иерусалима, Палестинский фронт освобождения, Народный фронт освобождения Палестины (НФОП), а также Народный фронт освобождения Палестины — Главное командование (НФОП-ГК).
Эти группировки систематически прибегают к разнообразным террористическим тактикам и методам действий, включая ракетные обстрелы, взрывы на гражданских объектах, нападения на военные объекты и мирное население, а также совершение самоподрывных актов. Палестинский терроризм остаётся одним из главных факторов нестабильности в регионе и привлекает внимание международного сообщества в контексте урегулирования арабо-израильского конфликта.